# 棕面鶲鶯

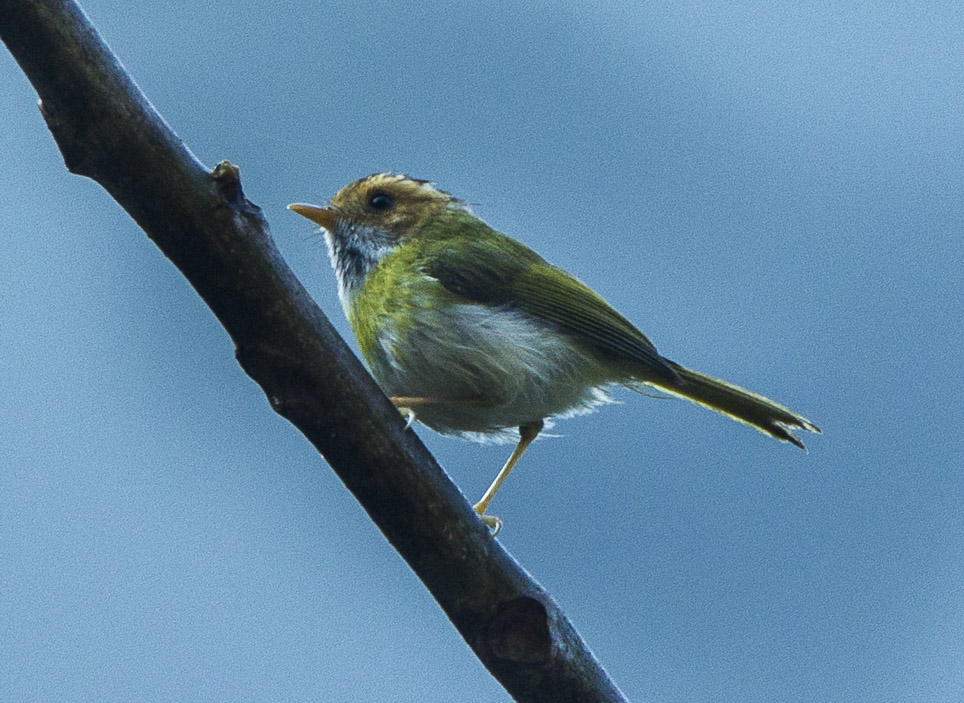
不丹

棕脸鹟莺（学名：Abroscopus albogularis），又名棕脸鶲鶯、棕面鹟莺，为樹鶯科擬鶲鶯屬下的一个种。该物种的模式产地在尼泊尔。

## 分布
這種鳥類分布於孟加拉、不丹、中國、印度、寮國、緬甸、尼泊爾、台灣、泰國及越南。它們的天然棲地是亞熱帶或熱帶潮濕低地森林。

## 社會行為
經常會跨物種群體活動，特別是與柳鶯一起活動。

## 亚种
- 棕脸鶲莺指名亚种（学名：Seicercus albogularis albogularis）。在中国大陆，分布于云南等地。该物种的模式产地在尼泊尔[4]。
- 棕脸鶲莺华南亚种（学名：Seicercus albogularis fulvifacies）。在中国大陆，分布于甘肃、四川、贵州、湖北、湖南、广西、安徽、福建、广东、海南等地。该物种的模式产地在四川[5]。

## 扩展阅读
- 維基物種上的相關：棕脸鶲鶯